# Scopula interrupta
Scopula interrupta är en fjärilsart som beskrevs av Göze 1781. Scopula interrupta ingår i släktet Scopula och familjen mätare. Inga underarter finns listade.